# 配速員

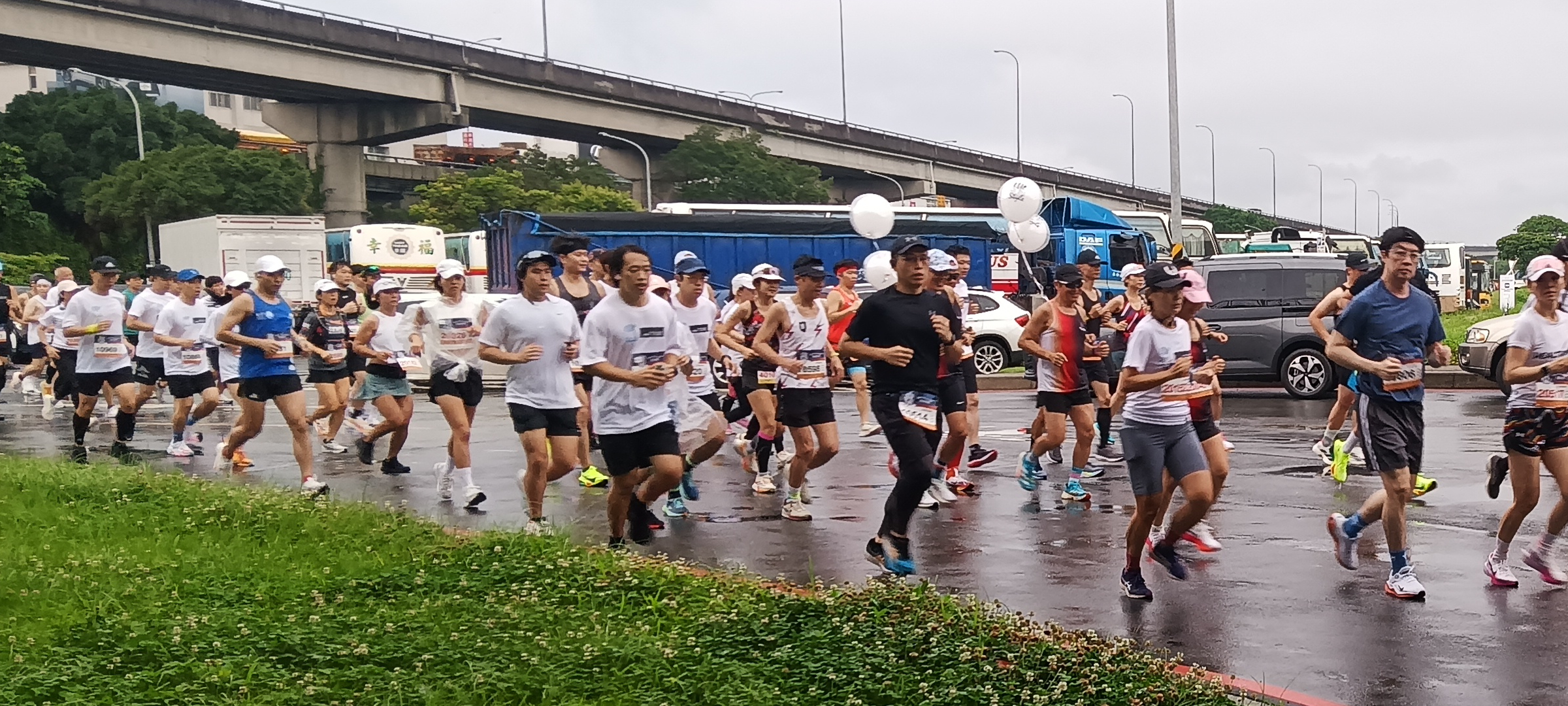
配速員（背上氣球的跑者）出沒在正規的跑者群中。

配速員又稱領跑員，有时又被称为兔子，是指在中长跑賽事中，在所有的正式選手前面領跑的人。領跑員不是賽事的選手。賽事組織者設立領跑員的目的是為了帮助选手保持节奏，避免体力的过度消耗。由於配速員要在选手前方领跑，因此配速员必須具備相應的賽跑能力。有些領跑員會在領跑一段路程後結束領跑。